# Obserwatorium Astronomiczne im. Tadeusza Banachiewicza na Lubomirze
Obserwatorium Astronomiczne im. Tadeusza Banachiewicza na Lubomirze – obserwatorium astronomiczne oddane do użytku w 2007 na szczycie góry Lubomir w okolicy wsi Węglówka, w gminie Wiśniowa, w Beskidzie Wyspowym. Zbudowane w miejscu przedwojennego obserwatorium, dzięki inicjatywie wójta gminy Wiśniowa, Juliana Murzyna. Powstało dzięki współpracy z wiodącymi uniwersyteckimi ośrodkami astronomicznymi w Polsce. Przedsięwzięcie, jako projekt „Odbudowa przedwojennego Obserwatorium Astronomicznego – Miasteczko Gwiezdne Lubomir” zostało dofinansowane w ramach Zintegrowanego Programu Operacyjnego Rozwoju Regionalnego, ze środków Europejskiego Funduszu Rozwoju Regionalnego, budżetu państwa oraz budżetu gminy.

## Historia
Wkrótce po objęciu stanowiska dyrektora Obserwatorium Krakowskiego w 1919 profesor Tadeusz Banachiewicz wpadł na pomysł wybudowania zamiejskiej stacji obserwacyjnej. Wybrano szczyt Lubomir (wtedy – do 1932 – zwany Łysiną) dzięki niewielkiej odległości od Krakowa (33 km), statystycznie dobrej pogodzie oraz brakowi źródeł zanieczyszczenia powietrza i świateł w najbliższej okolicy.
Właściciel terenu, książę Kazimierz Lubomirski podarował 10 ha lasu na szczycie góry oraz leśniczówkę na rzecz stacji. Budowę zakończono w 1922 i oddano stację do użytku 2 czerwca. Pierwszym jej kierownikiem został Jan Gadomski.
Początkowo stacja była wyposażona w 2 refraktory: o średnicy 135 mm i o średnicy 76 mm. Znajdowała się tu również stacja meteorologiczna. W obserwatorium nie było prądu elektrycznego ani telefonu. W późniejszych latach zainstalowano kolejny teleskop, o średnicy 115 mm.
W stacji na Lubomirze pracowali – poza Janem Gadomskim – m.in. Lucjan Orkisz, Jan Mergentaler, Rozalia Szafraniec, Kazimierz Kordylewski i Fryderyk Koebcke.

### Ważniejsze odkrycia przed wojną
- odkrycie przez Lucjana Orkisza komety C/1925 G1 (Orkisz) (3 kwietnia 1925) – była to pierwsza kometa odkryta przez Polaka;
- współodkrycie przez Władysława Lisa (pracownika gospodarczego obserwatorium) komety C/1936 O1 (Kaho-Kozik-Lis) (17 lipca 1936)

### Zniszczenie w czasie wojny
15 września 1944 obserwatorium z biblioteką zostało spalone przez Niemców. Sprzęt został przez nich skonfiskowany. Pozostały jedynie fundamenty, które z czasem porósł las.

## Obserwatorium współcześnie
22 marca 2003 powstał Komitet Odbudowy Obserwatorium Astronomicznego na Lubomirze. Przewodniczącym komitetu został Julian Murzyn, wójt gminy Wiśniowa, a przewodniczącym zespołu programowego prof. dr hab. Jerzy Kreiner, astronom, dyrektor Instytutu Fizyki Uniwersytetu Pedagogicznego im. Komisji Edukacji Narodowej w Krakowie.
15 kwietnia 2005 został złożony wniosek o dofinansowanie odbudowy Obserwatorium Astronomicznego w ramach projektu „Odbudowa przedwojennego Obserwatorium Astronomicznego – Miasteczko Gwiezdne Lubomir”. 27 grudnia 2005 Zarząd Województwa Małopolskiego podjął uchwałę o dofinansowaniu budowy obserwatorium. Głównym wykonawcą robót została firma Budostal-5 S.A. w Krakowie.
17 lipca 2006 – w 70. rocznicę odkrycia drugiej komety przez Władysława Lisa – wmurowano kamień węgielny pod budowę. 18 kwietnia 2007 podjęto uchwałę o nadaniu Obserwatorium imienia Tadeusza Banachiewicza. Oficjalne otwarcie Obserwatorium Astronomicznego im. Tadeusza Banachiewicza nastąpiło 6 października 2007.
Gmina Wiśniowa zawarła umowy o współpracy z:
- Centrum Astronomii Uniwersytetu Mikołaja Kopernika w Toruniu,
- Obserwatorium Astronomicznym Uniwersytetu Jagiellońskiego w Krakowie,
- Katedrą Astronomii Uniwersytetu Pedagogicznego im. Komisji Edukacji Narodowej w Krakowie.

Współpraca ta jest podstawą działania obserwatorium.
Obserwatorium jest wyposażone m.in. w:
- w pełni zautomatyzowany teleskop o średnicy 43,2 cm f/6,7 w kopule o średnicy 5 m, na montażu 10micron GM4000QCI;
- w pełni zautomatyzowana kamera Schmidta o średnicy lustra 35 cm (średnica płyty korekcyjnej – 30 cm, a ogniskowa – 72 cm, światłosiła – f/2,4) w kopule o średnicy 3 m;
- teleskop Schmidta-Cassegraina o średnicy lustra i płyty korekcyjnej 35,6 cm i ogniskowej 391 cm (światłosiła – f/11);
- teleskop Schmidta-Cassegraina o średnicy lustra 20 cm i ogniskowej 203 cm;
- refraktor o średnicy obiektywu 12 cm i ogniskowej 90 cm (f/7,5),
- refraktor o średnicy 8 cm i ogniskowej 48 cm (f/6);
- teleskop Coronado SolarMax 60 (średnica soczewki 6 cm) z 0,5 Å pasmem przepuszczania, przepuszczający jedynie promieniowanie w paśmie emisji wodoru, używany tylko do pokazów Słońca.

Obserwatorium na Lubomirze jest jedynym obserwatorium w Polsce stale udostępnionym (odpłatnie) zwiedzającym. W okresie od kwietnia do listopada (dokładne daty rozpoczęcia i zakończenia sezonu zależą od warunków pogodowych) obserwatorium można odwiedzić w soboty i niedziele w godzinach od 11:00 do 16:00 (wstęp o pełnych godzinach) lub od 10:00 do 15:00 (październik, listopad). Wieczorami (w okresie wiosennym, letnim i jesiennym) odbywają się pokazy nieba (niezbędna rejestracja). Obecnym kierownikiem obserwatorium jest dr Marcin Cikała.

## Galeria

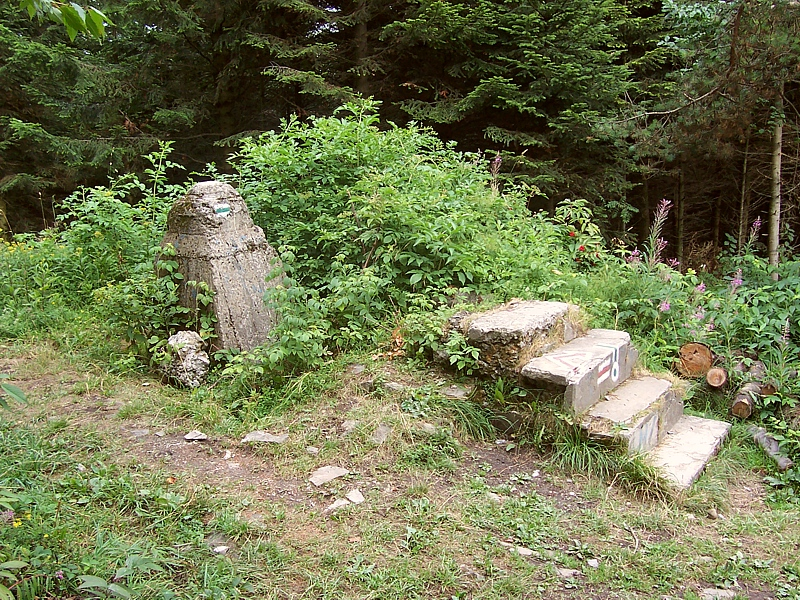
Ruiny przedwojennej stacji na Lubomirze spalonej przez Niemców
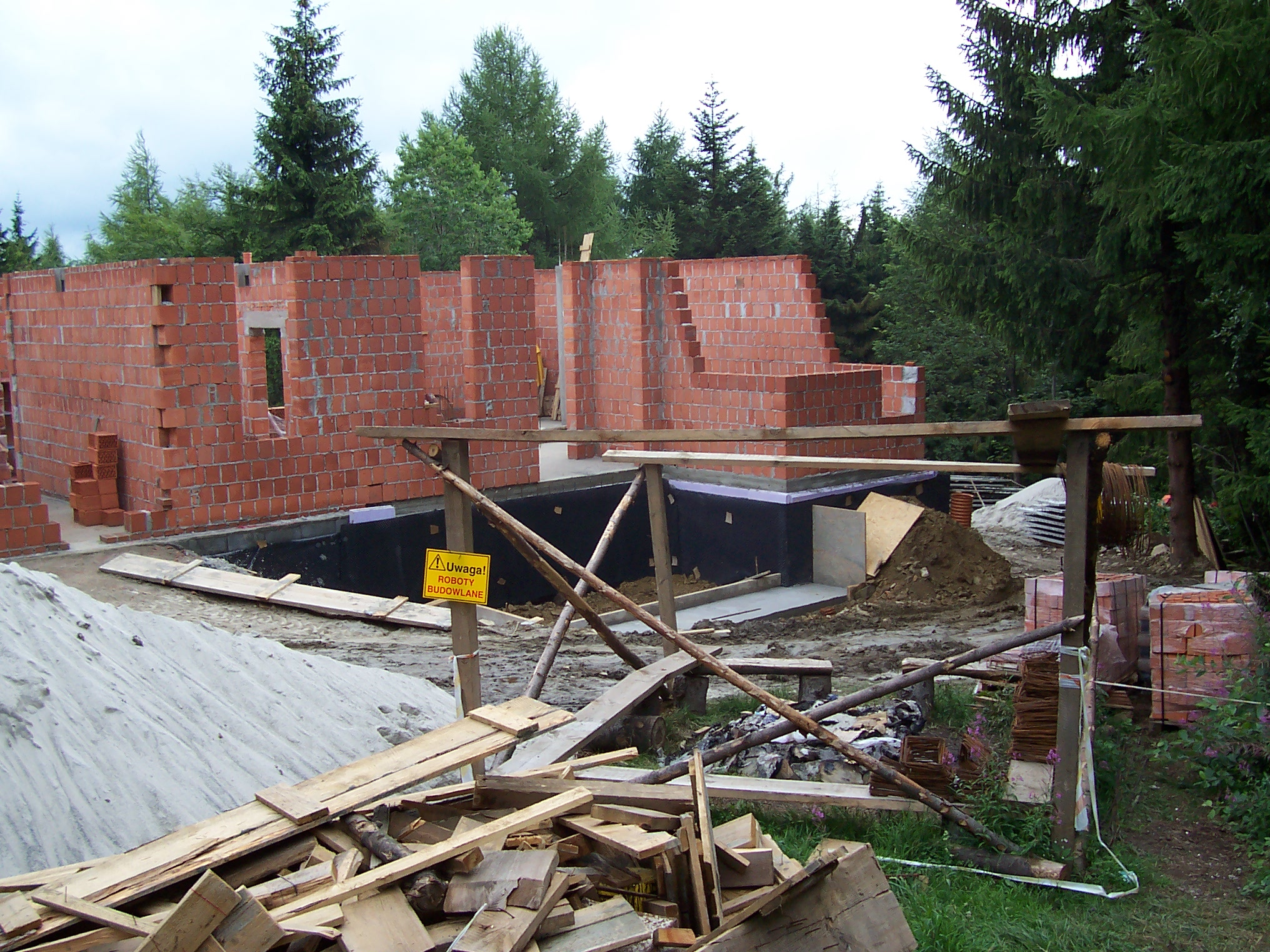
Budowa nowego obserwatorium
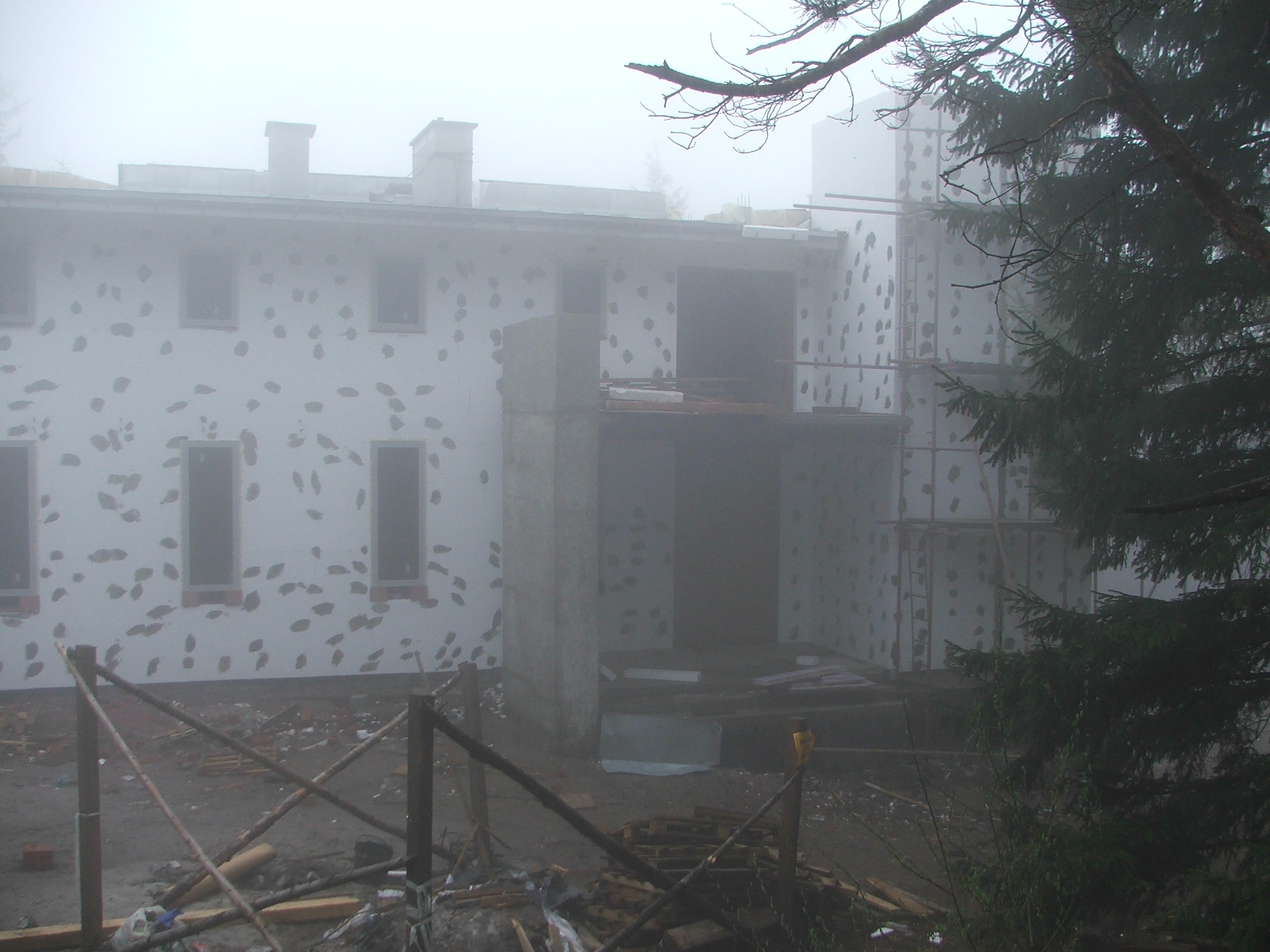
Budowa – stan zamknięty
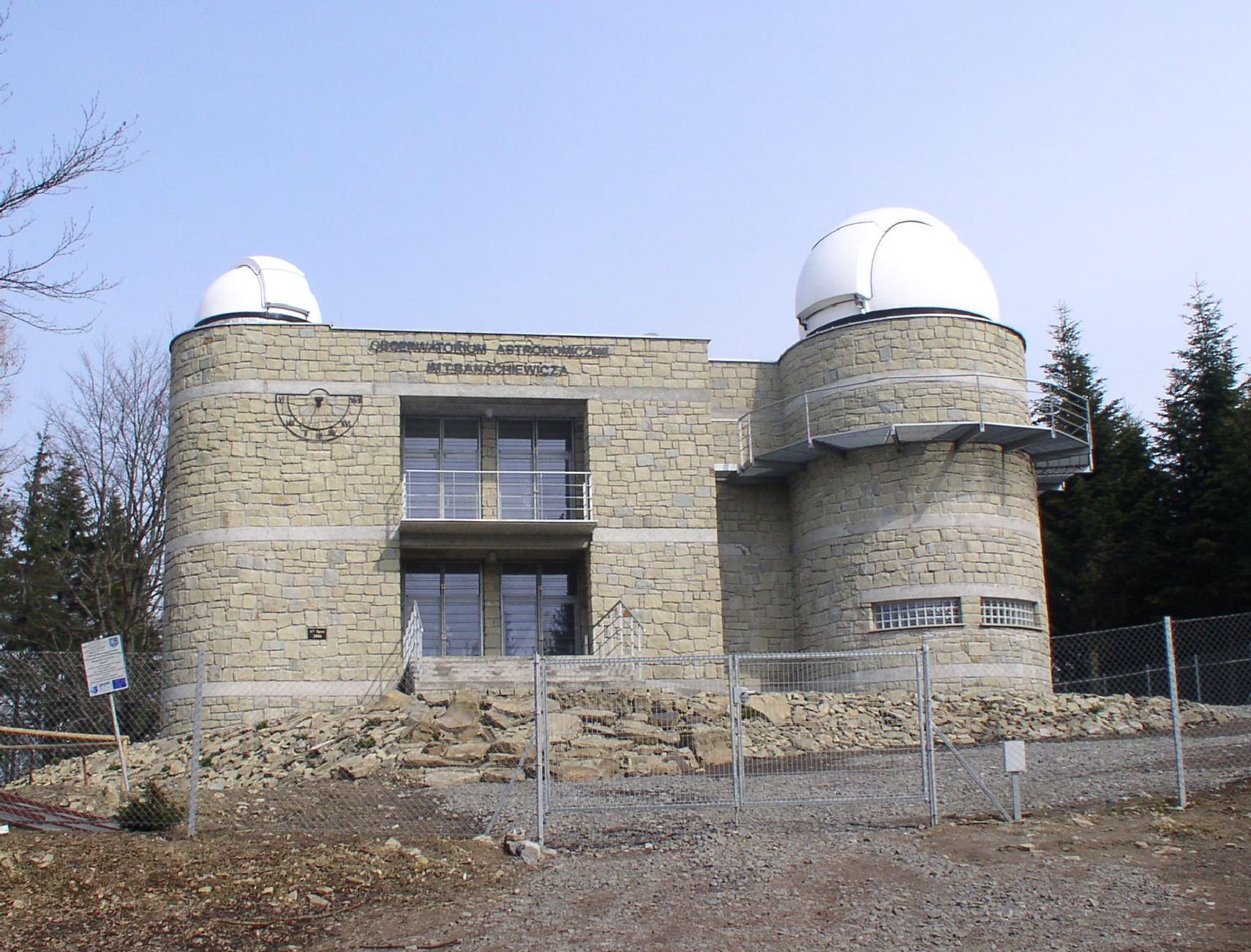
Zagospodarowanie terenu wokół budynku
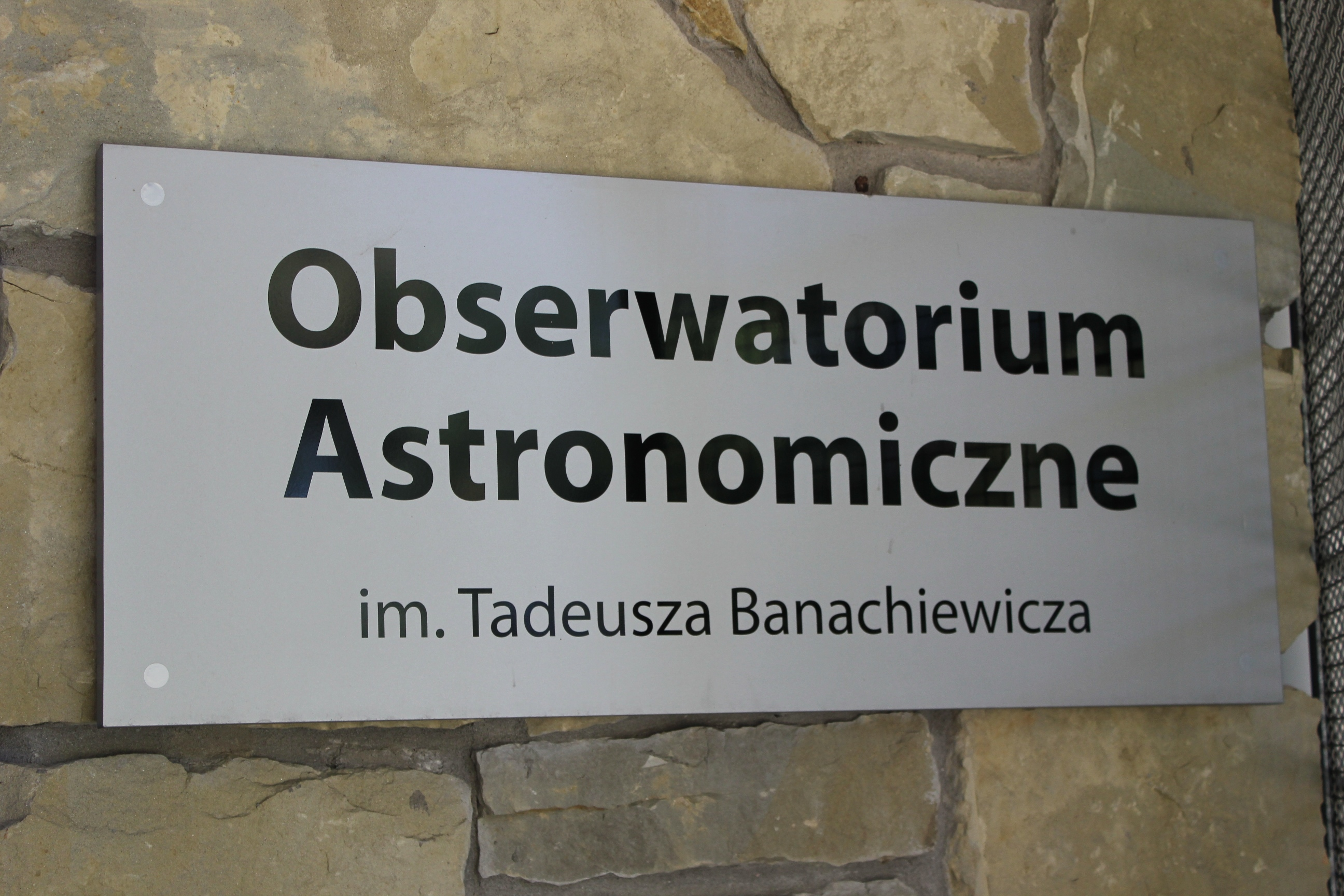
Tablica na budynku
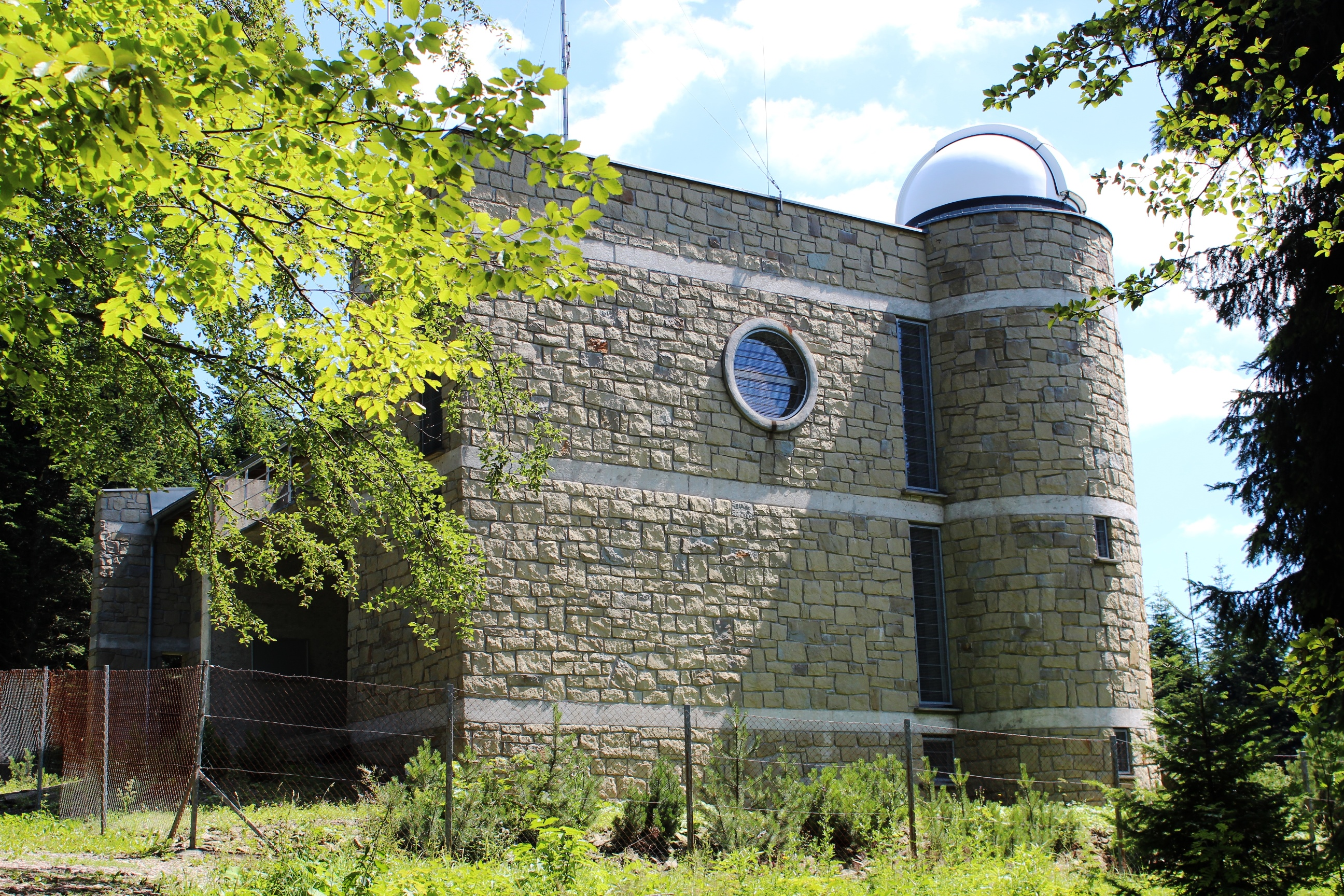
Elewacja wschodnia
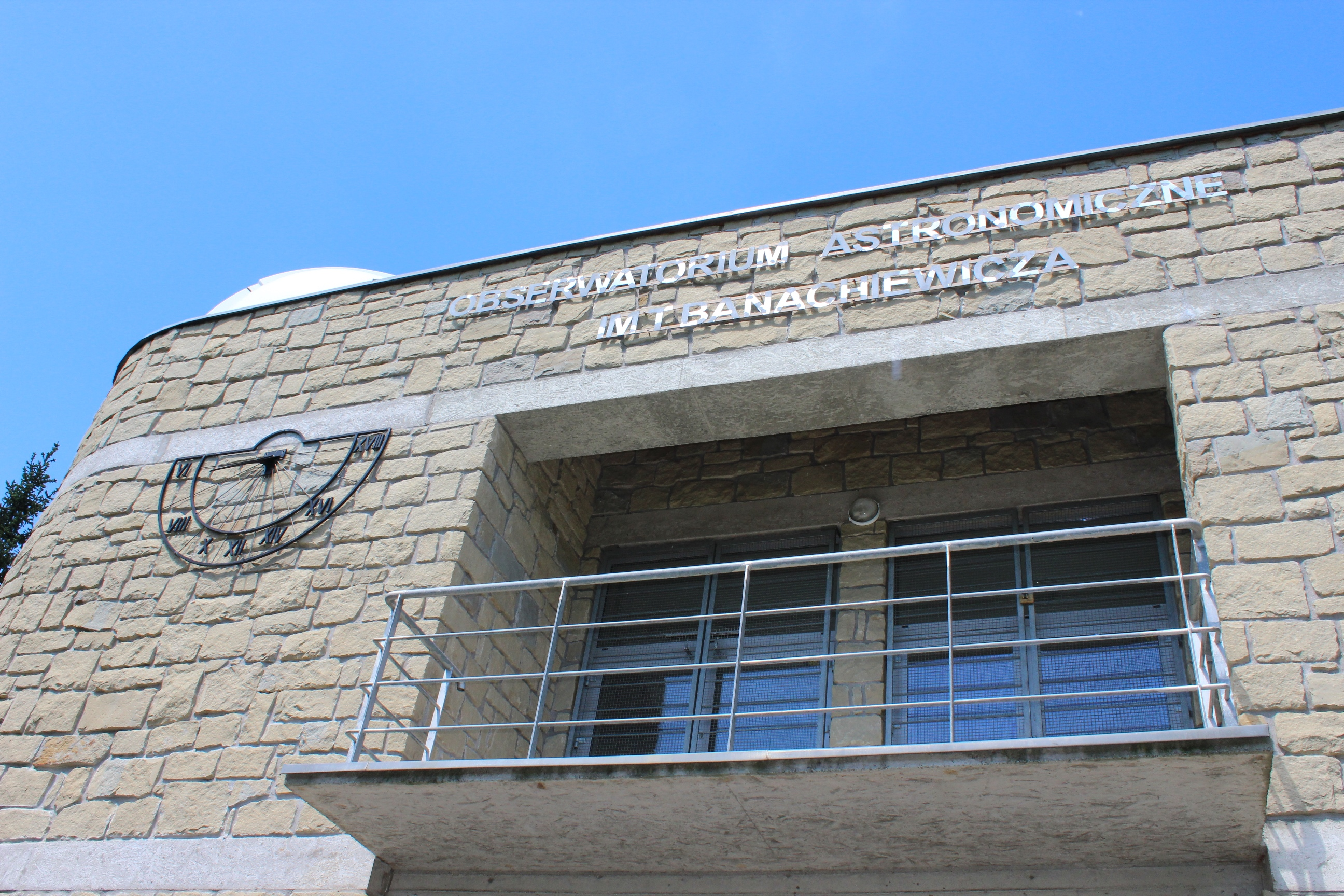
Balkon na elewacji południowej
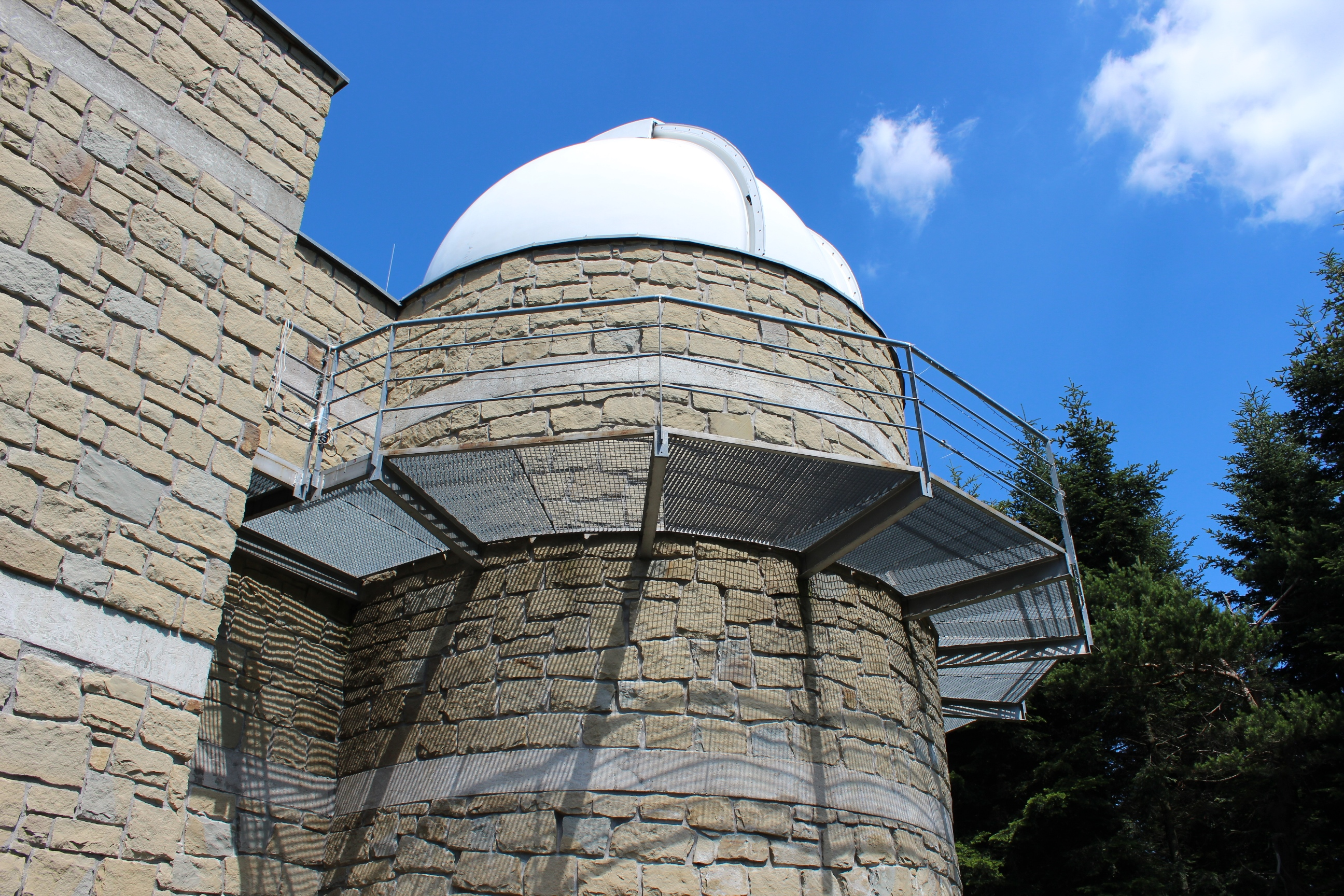
Duża kopuła obserwacyjna
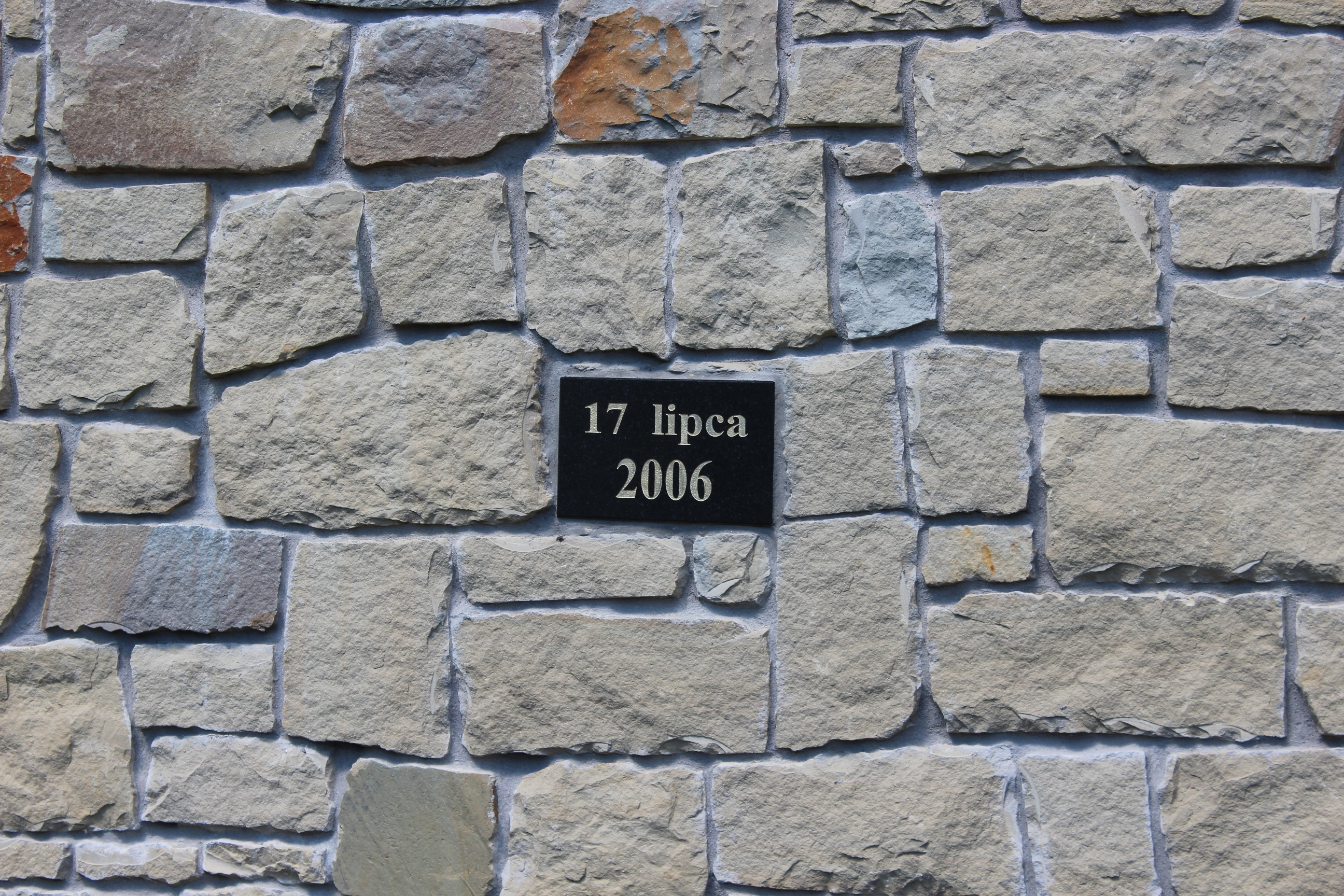
Kamień węgielny
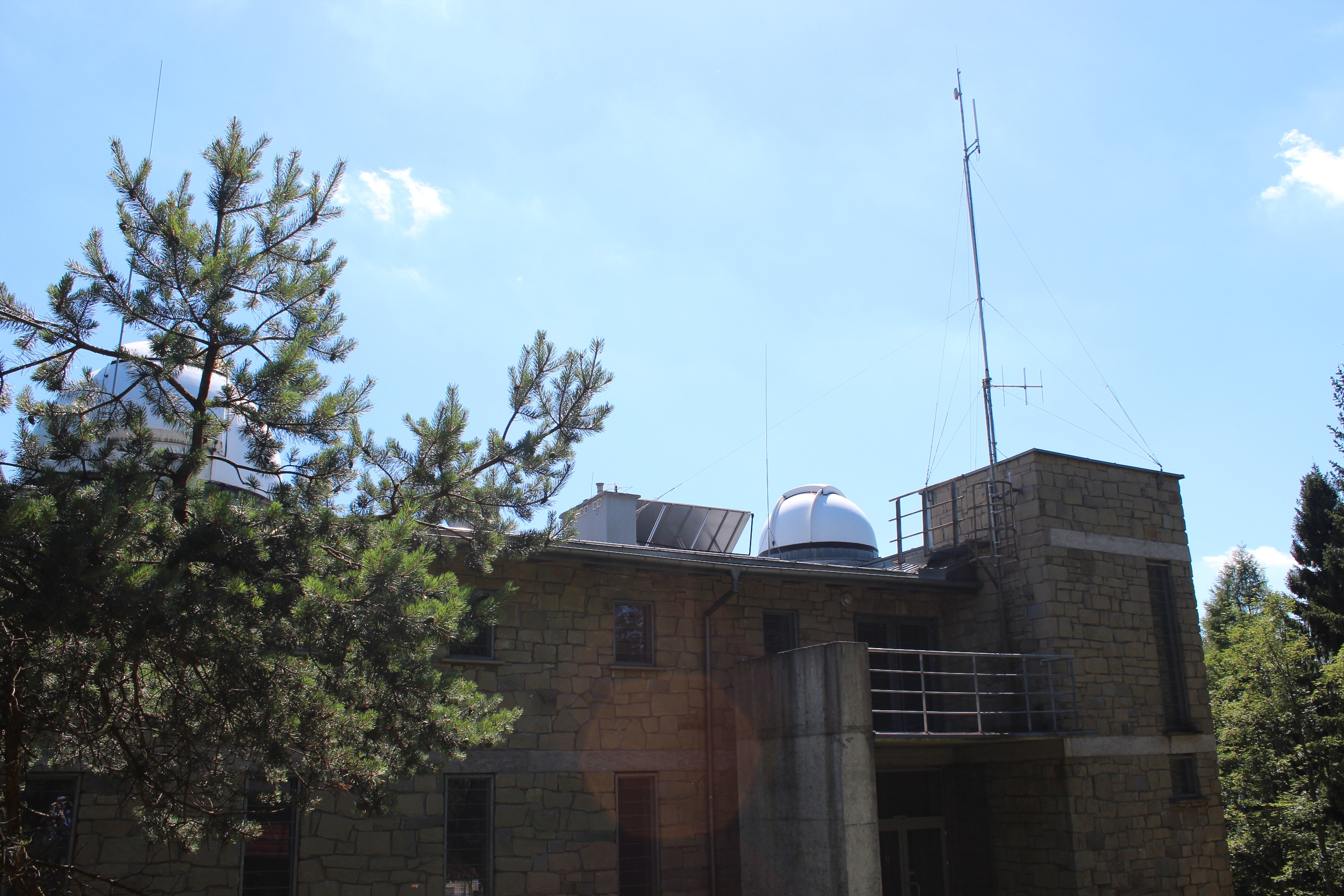
Elewacja północna
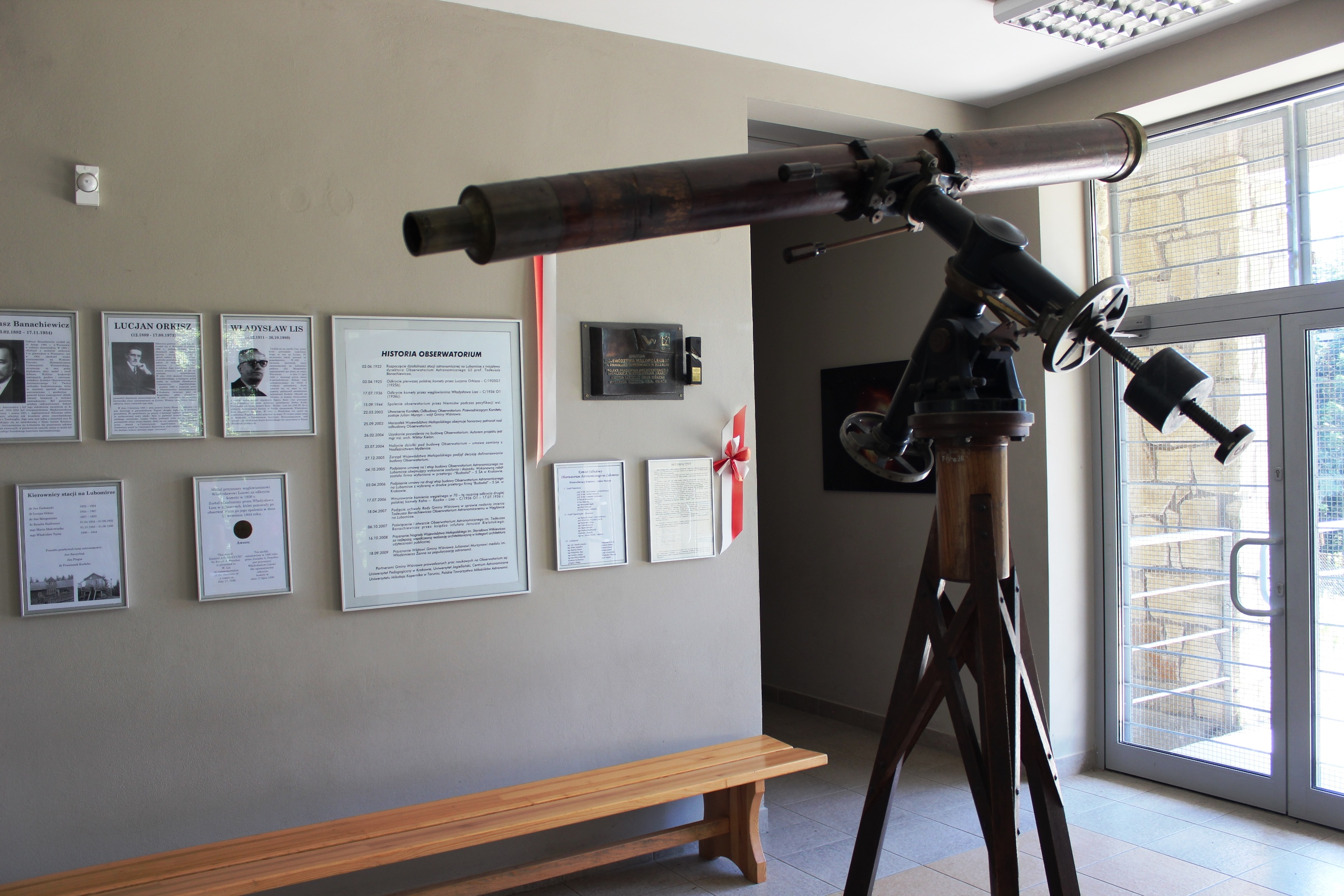
Hol obserwatorium
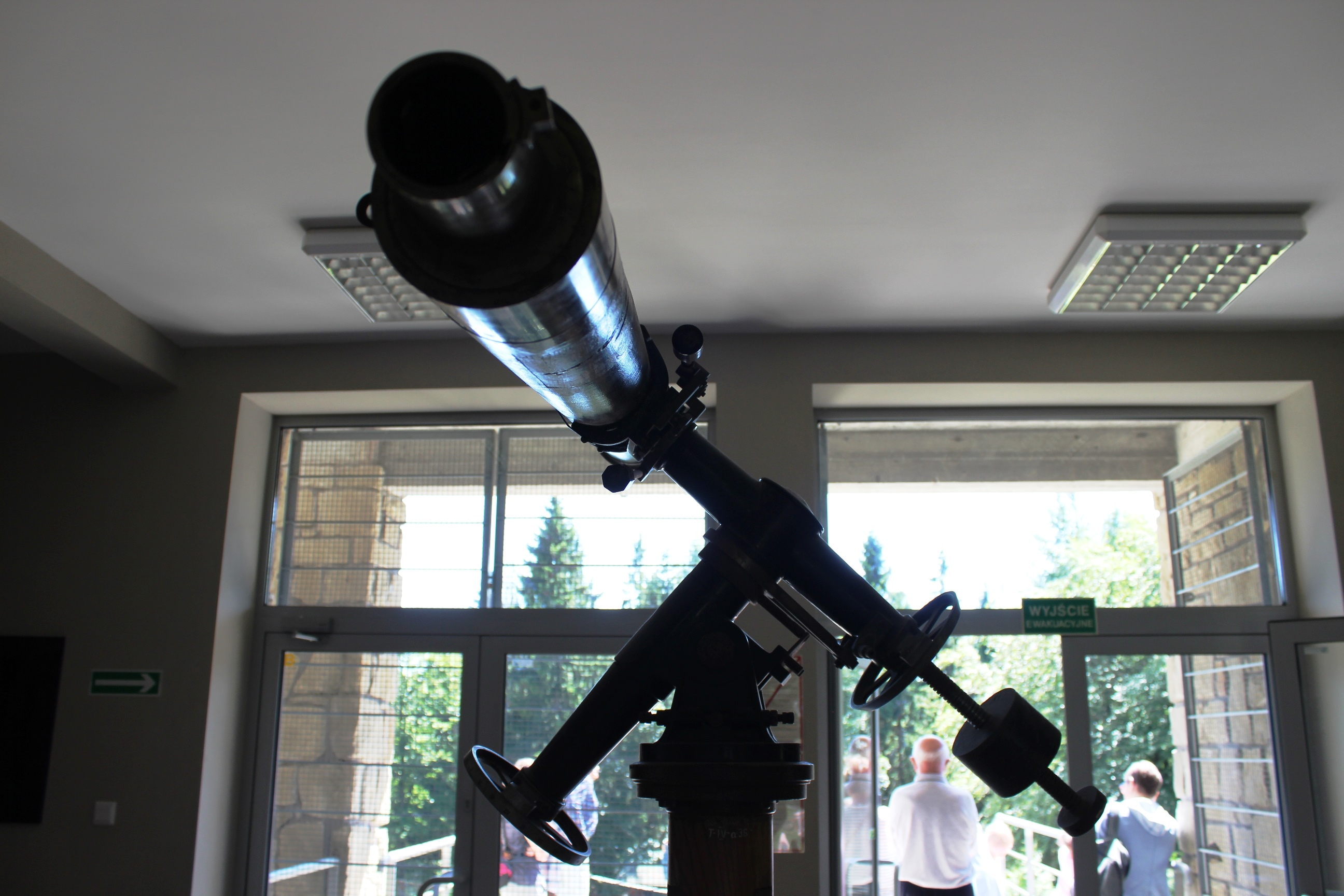
Teleskop Gustav Heyde, Dresden
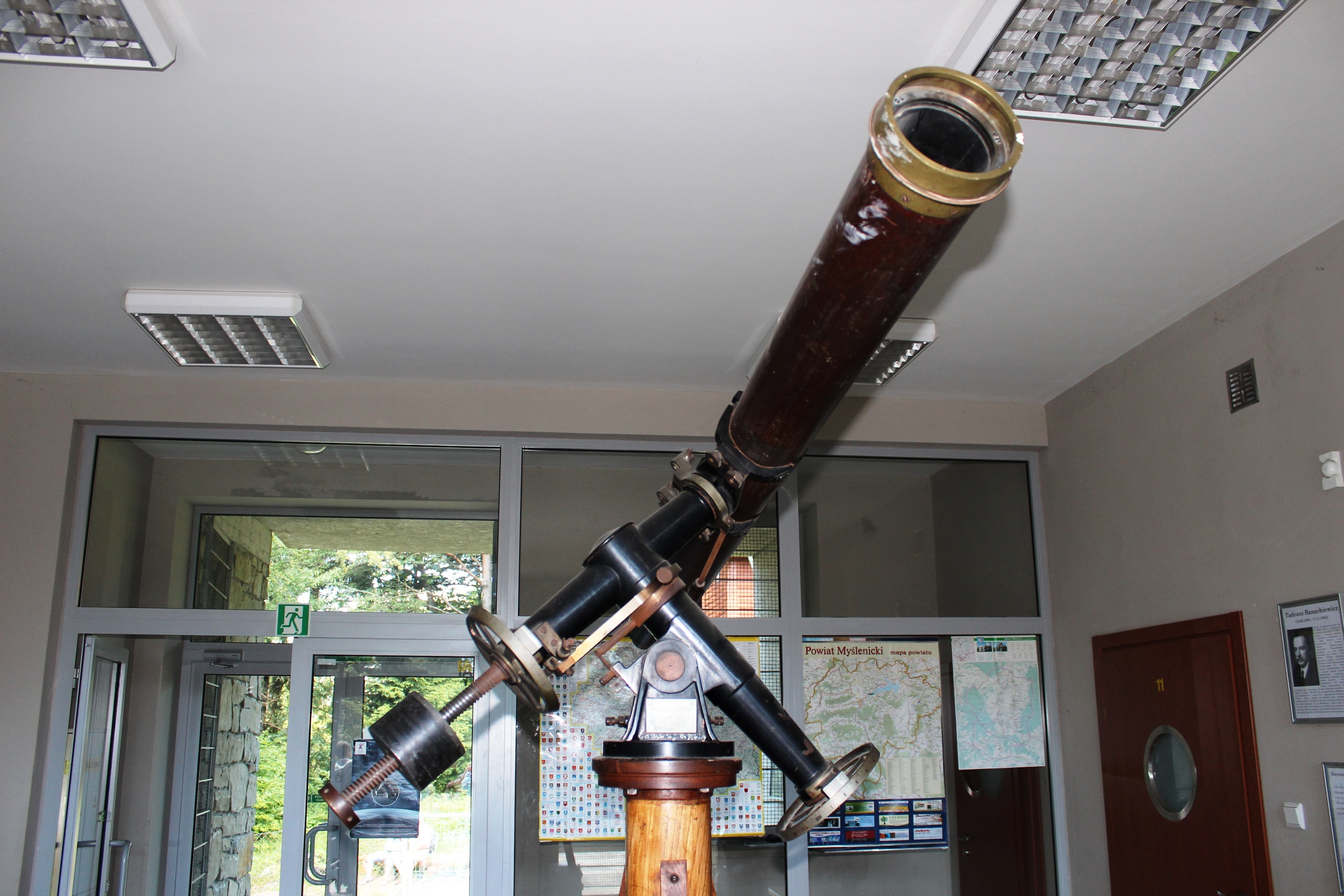
Teleskop Gustav Heyde, Dresden
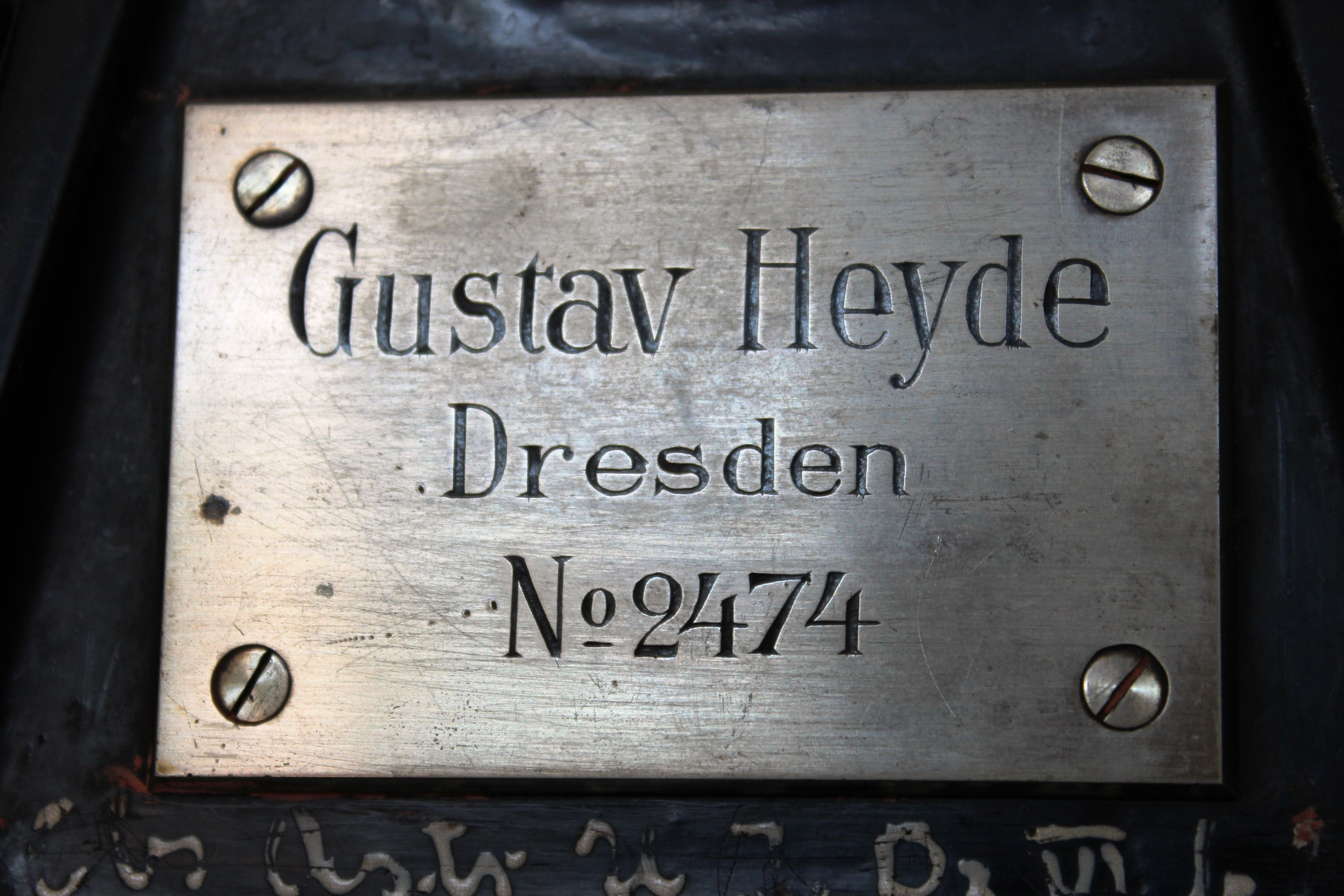
Tabliczka znamionowa teleskopu
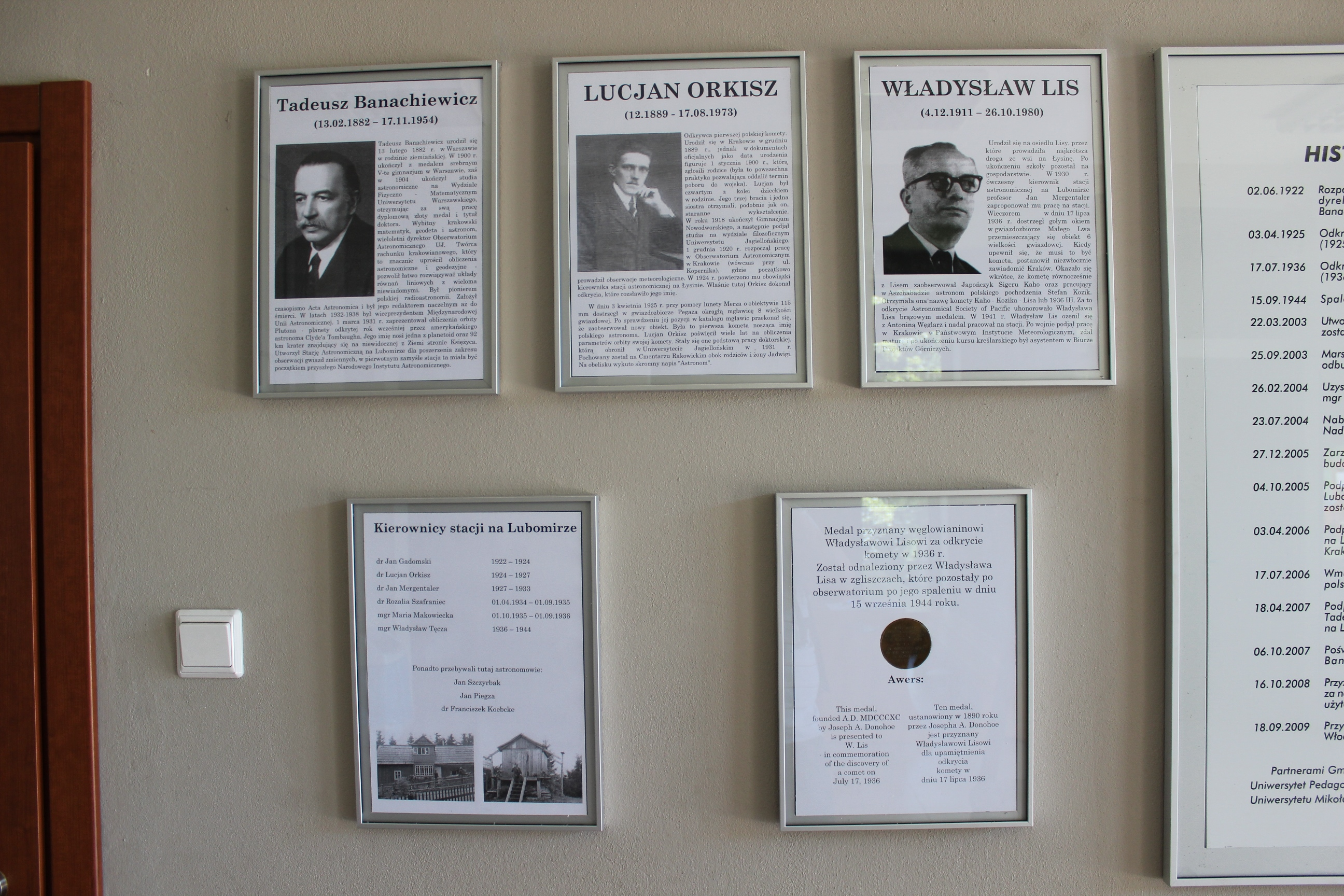
Zasłużeni astronomowie
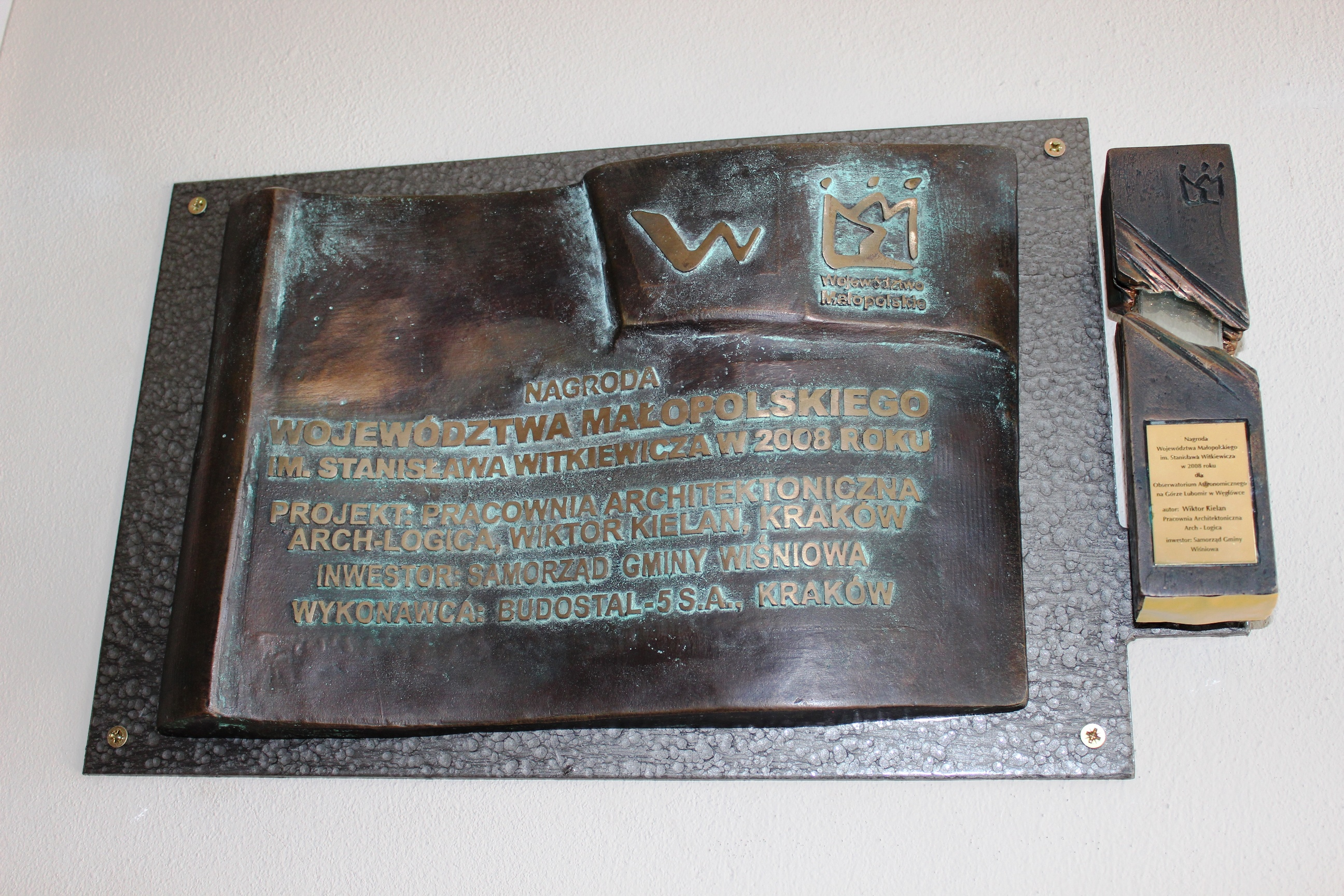
Tablica upamiętniająca Nagrodę Województwa Małopolskiego im. Stanisława Witkiewicza dla obiektu (2008)
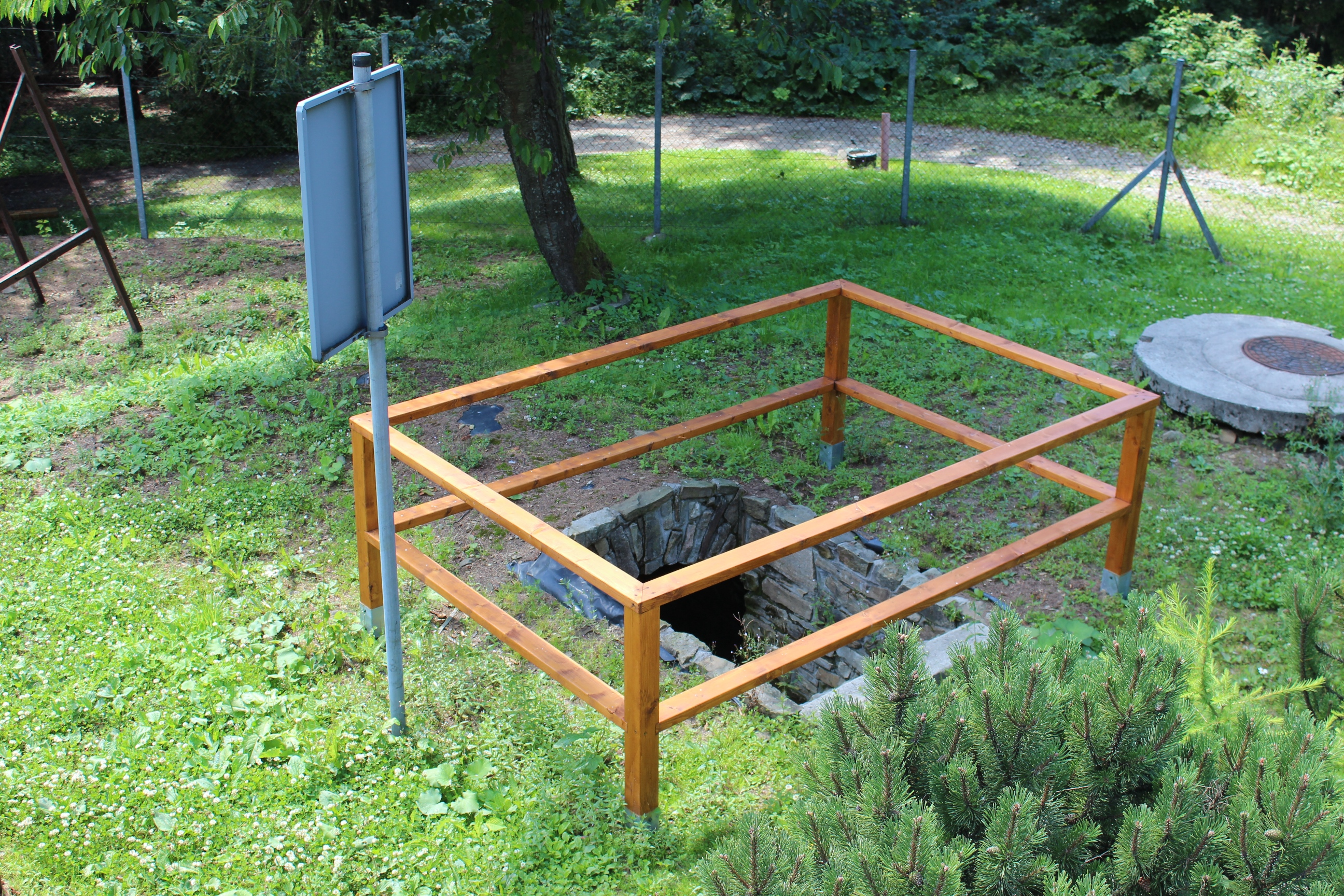
Pozostałości pierwszego obserwatorium
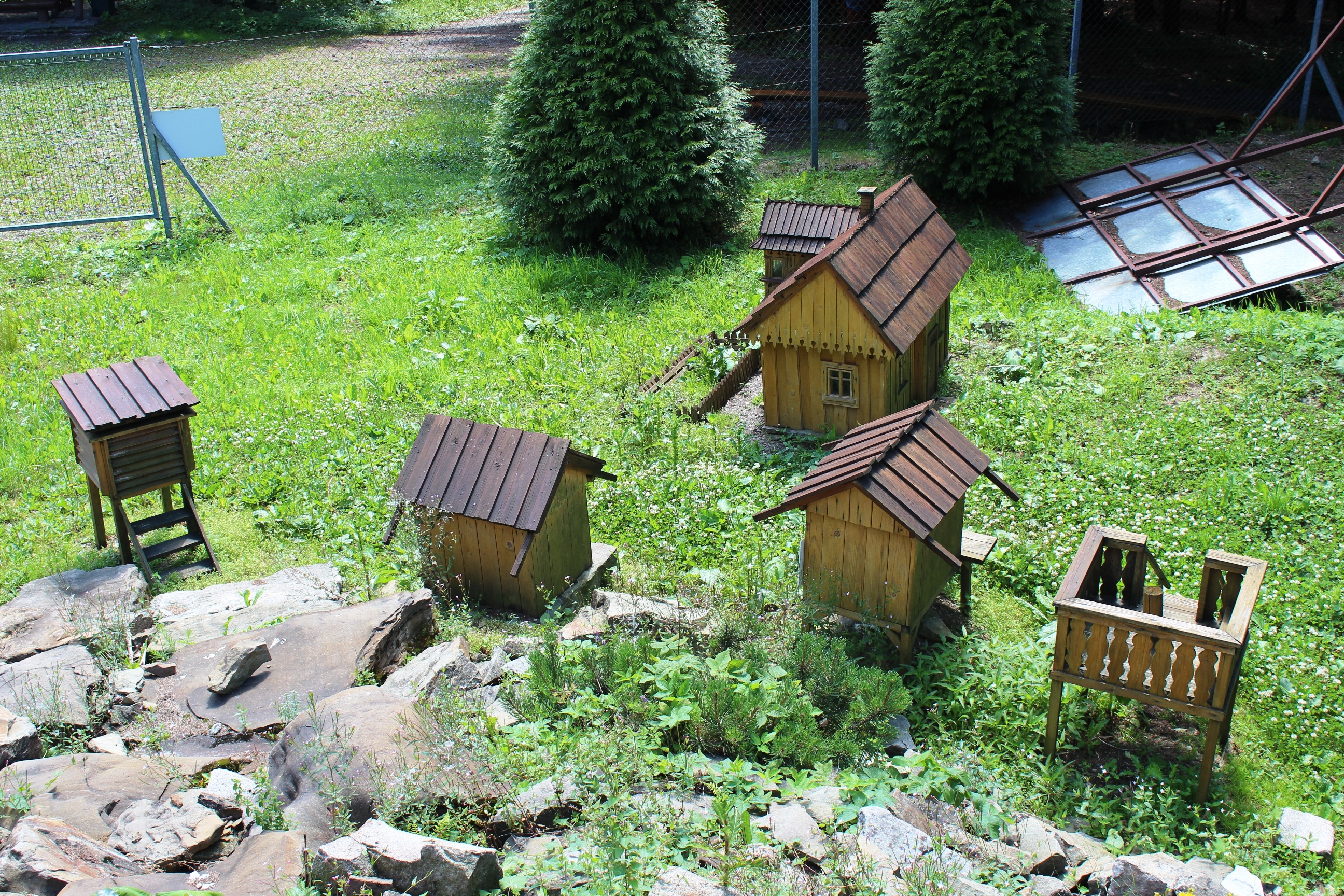
Makiety urządzeń obserwacyjnych
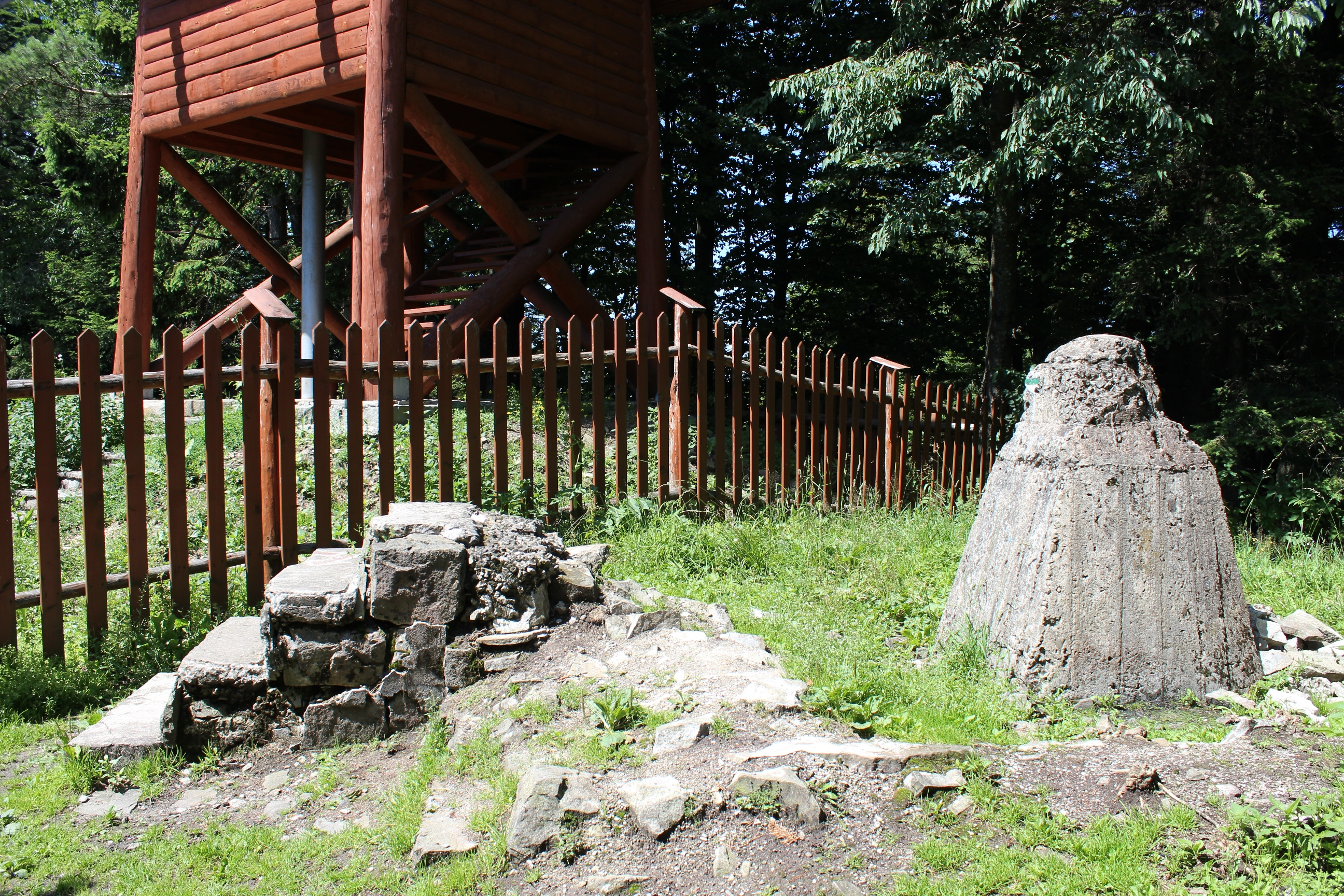
Ruiny przedwojennej stacji i jej współczesna rekonstrukcja (w tle)
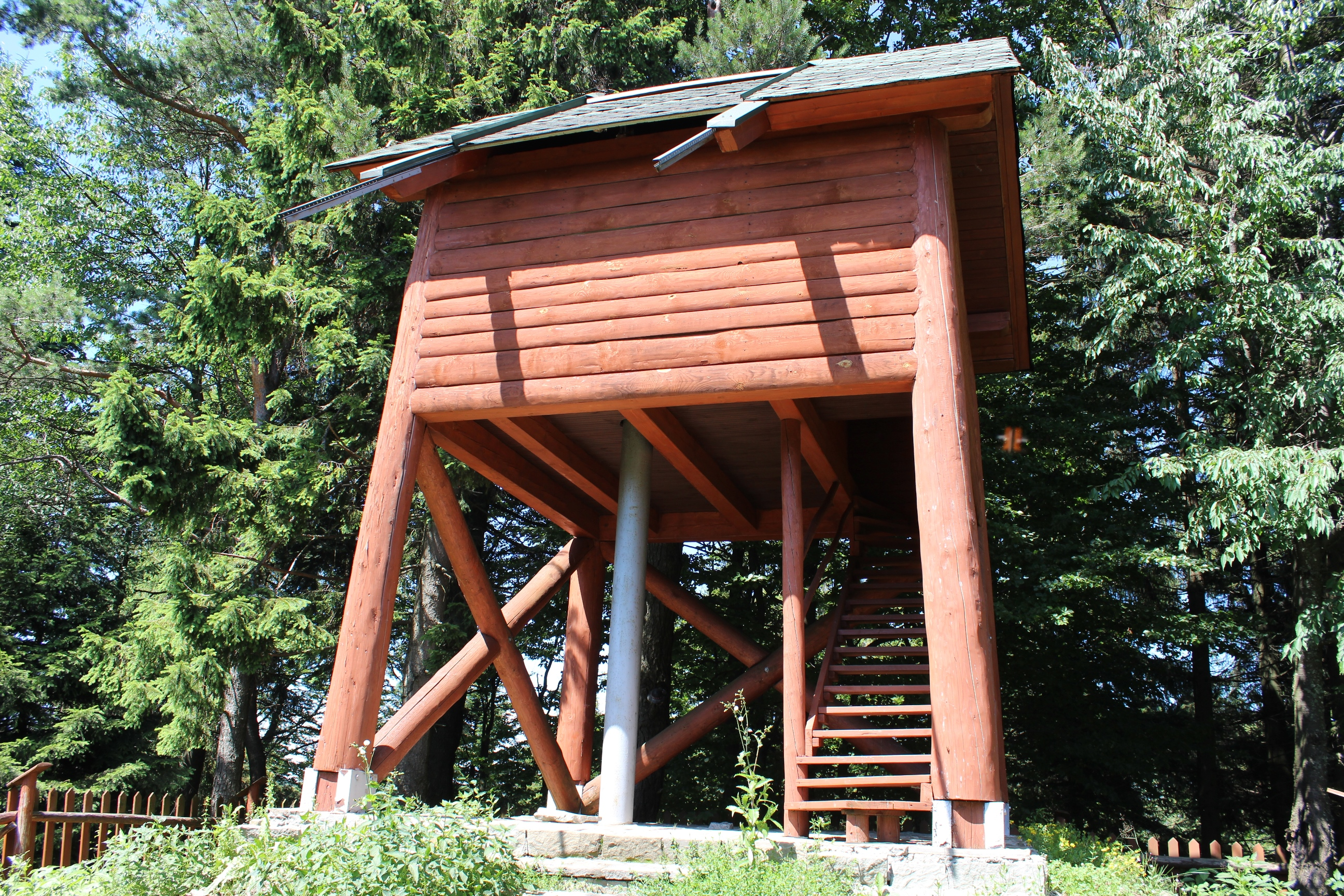
Współczesna rekonstrukcja stacji